# Lúcio de Alexandria
Lúcio de Alexandria (m. 380) foi um bispo ariano instalado por duas vezes como arcebispo de Alexandria, a primeira durante o papado de Atanásio (363) e a segunda durante o papado de Pedro II (373-380). Foi ordenado por Jorge de Laodiceia e se tornou o líder dos arianos na cidade após a sua morte.

## Arcebispo de Alexandria

### Em 363
A primeira vez que Lúcio aparece na história foi em 363, quando ele participou da comitiva de arianos enviada até Antioquia para solicitar ao recém-empossado imperador romano Joviano que lhes fosse dado o direito de banir Atanásio e eleger um novo bispo, ariano. As petições foram graficamente descritas por Sozomeno e fazem parte hoje do apêndice da "Carta à Joviano", de Atanásio.

### Em 373
Logo após a morte de Atanásio, a Igreja de Alexandria foi atacada pelo prefeito da cidade, Paládio, um crente da antiga religião. Pedro, então eleito bispo, foi expulso (ou preso). O bispo de Antioquia, o ariano Euzoio, conseguiu do imperador romano Valente a autorização para empossar Lúcio, que chegou então à cidade escoltado por soldados e pelo próprio Euzoio, aclamado pela parcela da população ainda fiel à antiga religião como sendo o "enviado de Serápis".
Imediatamente, ele iniciou uma perseguição aos cristãos ortodoxos (não arianos) da cidade, prendendo e torturando vários deles pelas mãos de Paládio, o poder secular. Por conta disto, ele foi chamado de o "segundo Ário" por Gregório de Nazianzo, que descreveu horrorizado a perseguição em sua Oração 25.
Quando Valente morreu, em 378, ele foi finalmente expulso de Alexandria e foi à Constantinopla, onde se juntou aos arianos que estavam causando enormes problemas à Gregório de Nazianzo. Morreu em 380 e foi considerado bispo pelos arianos de Alexandria até a sua morte.